# Armigatus
Genre
Armigatus est un genre fossile de poissons d’eau douce de l’ordre, également éteint, des Ellimmichthyiformes. Il vivait lors du Crétacé supérieur dans l'océan Téthys.

## Liste d'espèces
Selon Paleobiology Database (12 mai 2020) :
- † Armigatus alticorpus  Forey et al., 2003
- † Armigatus brevissimus de Blainville, 1818 - espèce type
- † Armigatus namourensis Forey et al., 2003

## Étymologie
Armigatus vient du latin armigatus, « porteur d'armure ».

## Galerie

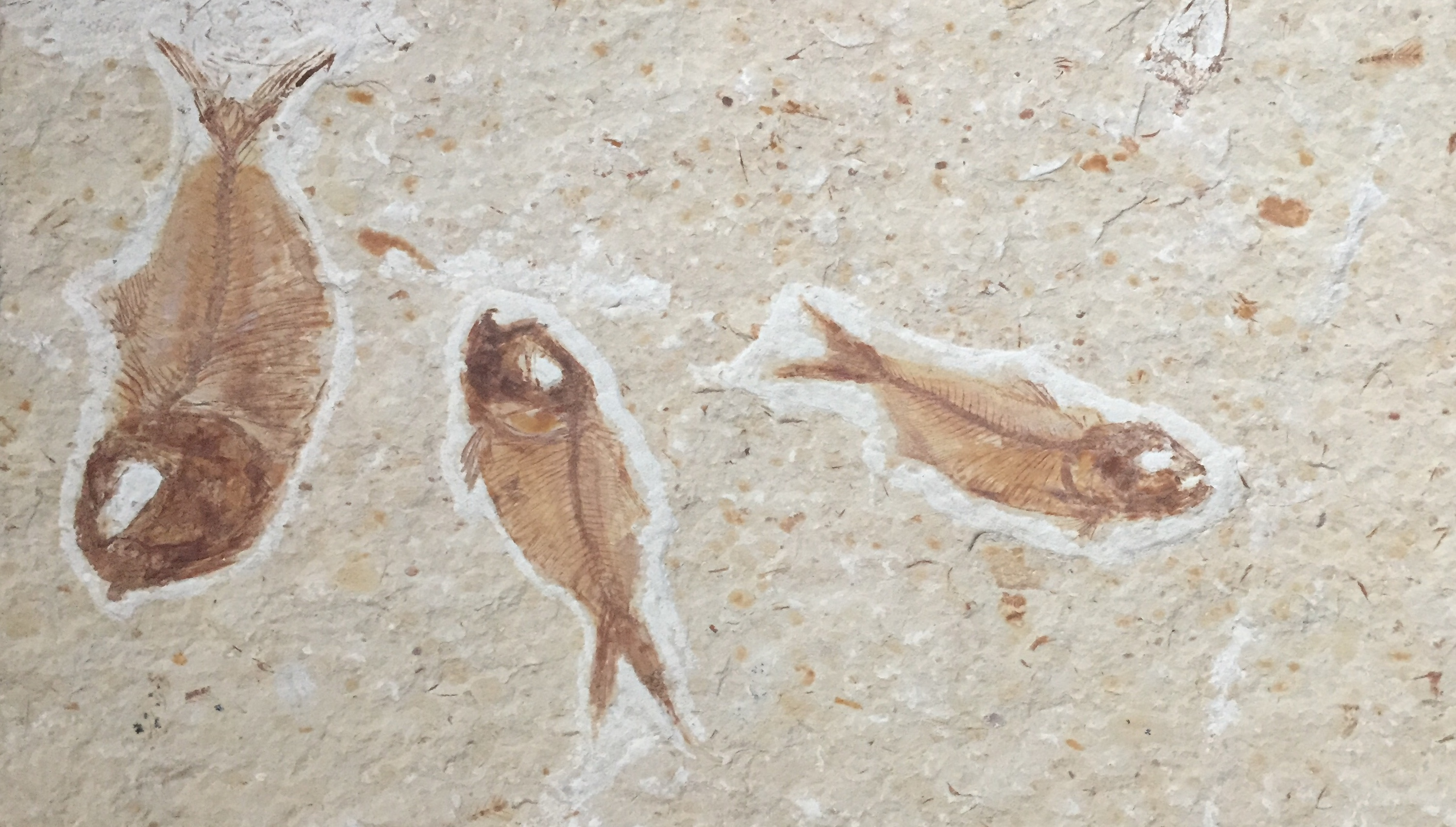
Fossiles d’Armigatus.
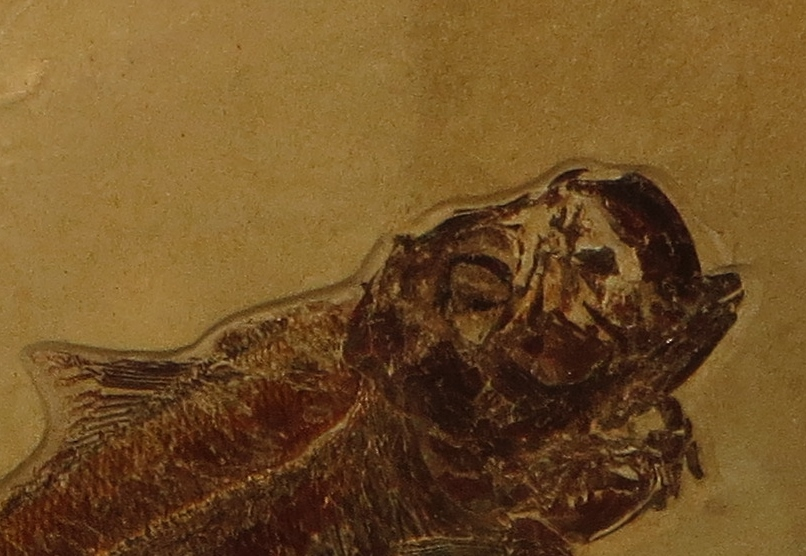
Crâne d’Armigatus brevissimus.

## Publication originale
- (en) Lance Grande, « A revision of the fossil genus †Diplomystus, with comments on the interrelationships of clupeomorph fishes », American Museum Novitates, New York, Musée américain d'histoire naturelle, no 2728,‎ 4 juin 1982, p. 1-34 (ISSN 0003-0082 et 1937-352X, OCLC 47720325, lire en ligne).